# Palais Gomperz (Budapest)

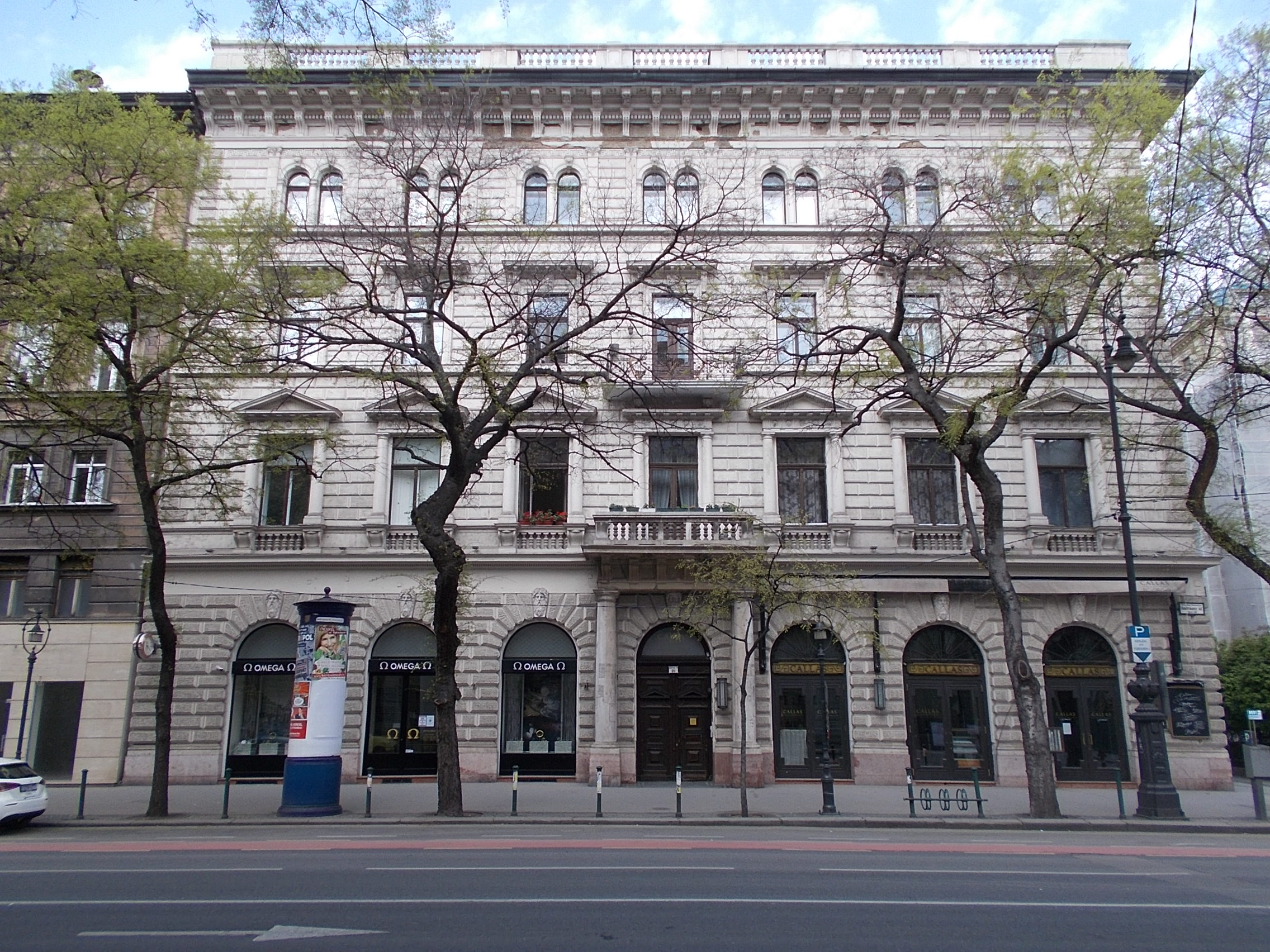
Palais Gomperz, 2021

Das Palais Gomperz (ungarisch Gomperz palota) ist ein denkmalgeschütztes Palais im ersten Abschnitt der Andrássy út Nr. 20 in unmittelbarer Nähe zur Staatsoper im VI. Budapester Bezirk (Terézváros) in Budapest. Das Bauwerk zählt zusammen mit der Andrássy út zum UNESCO-Weltkulturerbe.

## Geschichte
Auf dem Grundstück des heutigen Palais stand bereits ein 1840 im Auftrag von Anton Argauer und nach Plänen von Ferenc Kasselik erbautes Wohnhaus im klassizistischen Stil. Mit dem Ausbau der Andrássy út ab 1872 wurde dieses Gebäude im Jahr 1878 abgerissen. Das Grundstück kaufte der aus Mähren stammende Bankier und Kaufmann Zsigmond Gomperz von Denta und ließ in den Jahren 1879 bis 1881 ein Palais nach Plänen von Vilmos Freund errichten. Im Jahr 1883 eröffnete hier Károly Seemann das Café Szecessió. Dieses wurde 1911 von Bertalan Weisz gekauft und in Café Windsor umbenannt.
Heute befindet sich in dem Gebäude die Botschaft von Ecuador.

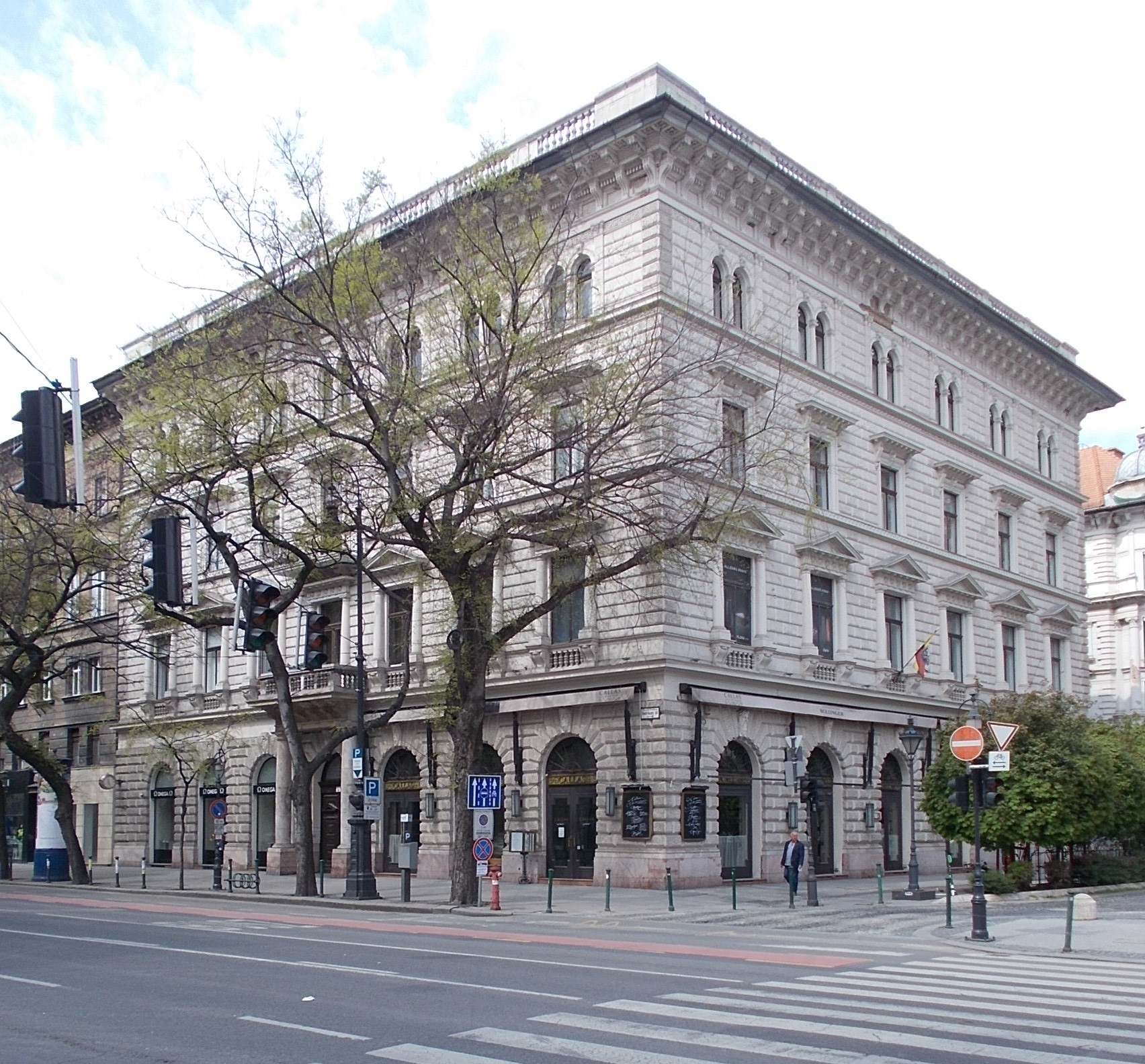
Eckansicht
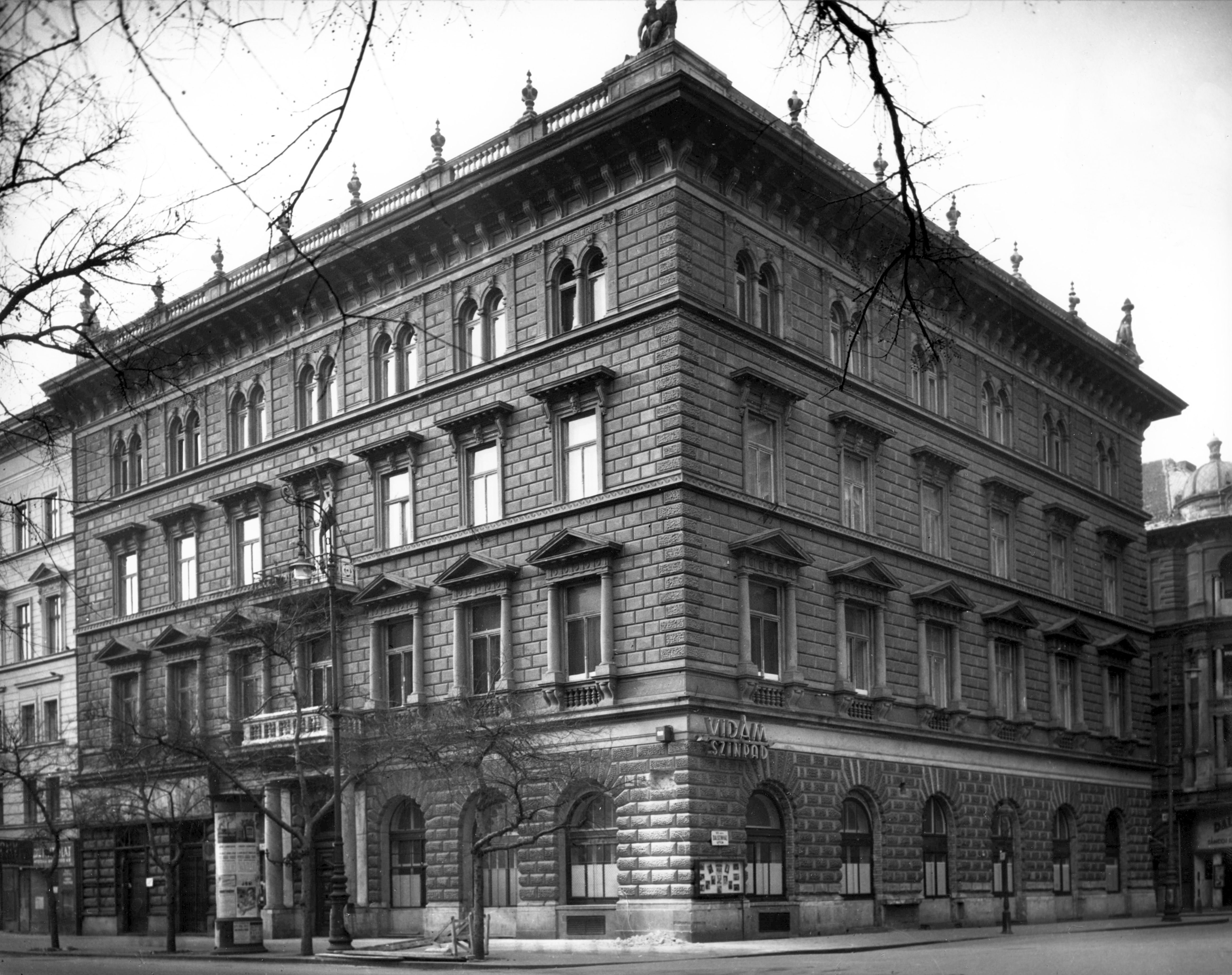
Selbe Ansicht von 1958
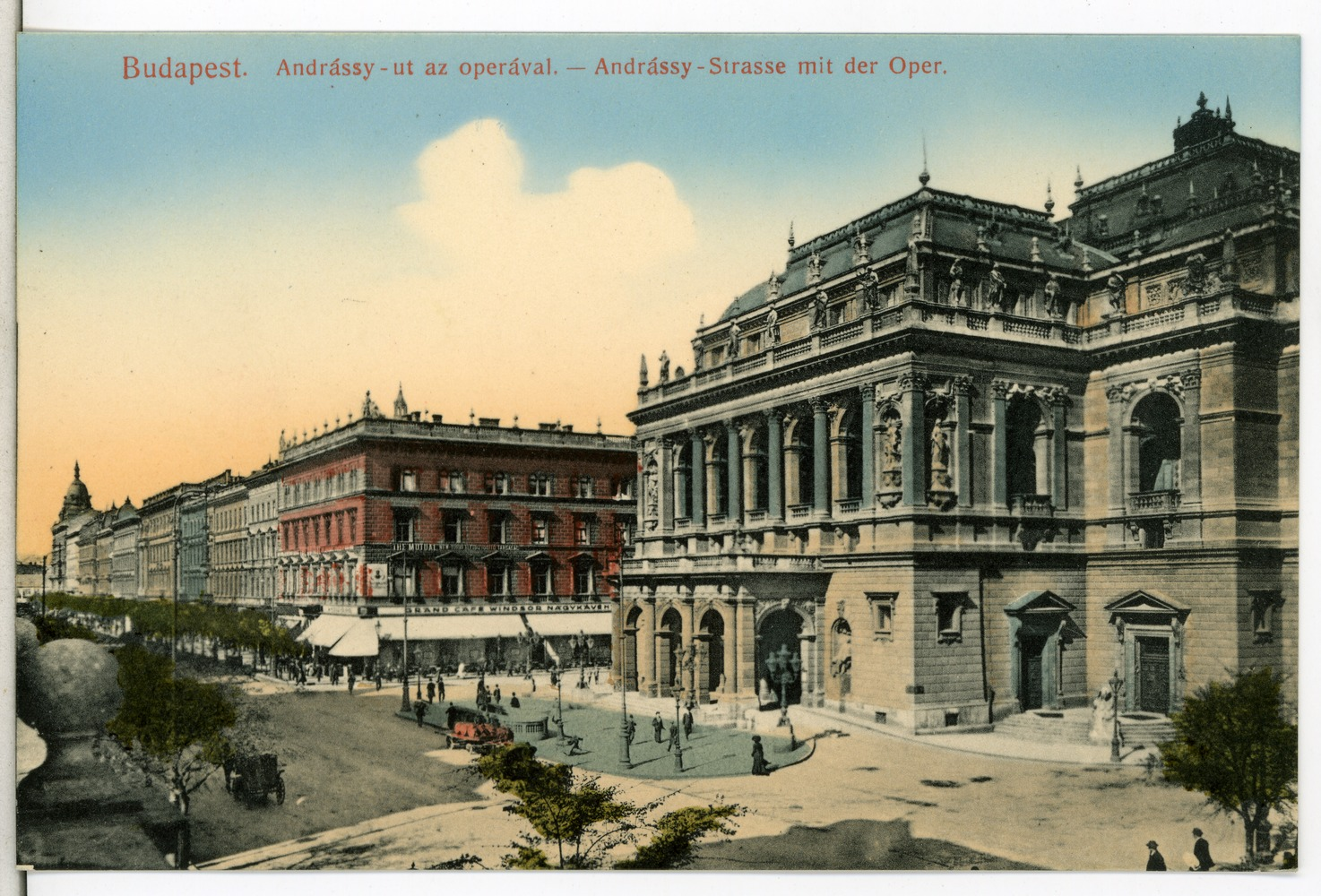
Das Palais (Mitte) mit Staatsoper (rechts) im Jahr 1911